# Близнюки (фільм, 1945)
«Близнюки» (рос. Близнецы) — радянський комедійний чорно-білий художній фільм, знятий на кіностудії «Мосфільм» в 1945 році режисером Костянтином Юдіним.

## Сюжет
Електромонтер Люба Карасьова вирішила усиновити знайдених на вокзалі близнюків. Всі дружно допомагають молодій матері, крім начальника бази міськторгу Єропкина, який має свої види на дівчину. Раптово діти зникають. В результаті пошуків спочатку знаходиться їх справжня мати, а потім і самі близнюки. А Єропкин зрештою виявляється не тільки батьком кинутих дітей, але й пройдисвітом.

## У ролях
- Людмила Целіковська — Люба Карасьова
- Віра Орлова — Ліза Карасьова
- Михайло Жаров — Вадим Спиридонович Єропкин, начальник бази Міськторг
- Павло Шпрингфельд — Олексій Листопадов, син професора, вчений-садівник
- Андрій Тутишкін — професор Петро Петрович Листопадов
- Дмитро Павлов — червонофлотець Орліков
- Костянтин Сорокін — червонофлотець Жарков
- Ірина Мурзаєва — Алла Володимирівна Брошкіна
- Володимир Грибков — управдом
- Інна Федорова — Поліна
- Тетяна Баришева — директор дитячого будинку (немає в титрах)
- Світлана Немоляєва — Світланка (немає в титрах)
- Георгій Светлані — продавець (немає в титрах)
- Микола Карнаухов — монтер-підліток (немає в титрах)
- Віра Васильєва — монтер (немає в титрах)
- Валентин Зубков — покупець біля прилавка в магазині (немає в титрах)
- Іван Лобизовський — начальник міліції (немає в титрах)
- Семен Свашенко — міліціонер (немає в титрах)
- Олена Чайковська — подруга Світланки (немає в титрах)
- Георгій Березін — один з близнюків (немає в титрах)

Вокал
- Людмила Целіковська — пісня «Провід», пісня «Друг мій» (Оскар Сандлер — Борис Ласкін)
- Віра Орлова — пісня Лізи (О. Сандлер — Б. Ласкін)
- Михайло Жаров — пісня Єропкина (О. Сандлер — Б. Ласкін)

## Знімальна група
- Автор сценарію: Яків Ялунер, Михайло Вітухновський
- Режисер: Костянтин Юдін
- Оператор: Олександр Тарасов
- Другий оператор: Михайло Аранишев
- Художник: Іван Степанов
- Композитор: Оскар Сандлер
- Текст пісень: Борис Ласкін